# Гахина
губернаторстве Сохаг в Египте. Находится в северной части губернаторства, в 26 км к северо-западу от Сохага, на левом берегу Нила (в 11 км от Нила). Население города 46 741 человек (2006).

## Название
Название города Гахина (Джахина) связано с названием арабского рода Джахина бен Зейд бен Лейт бен Суд бен Аслям. Представители рода проживают и в других странах.

## История
История города восходит ко временам арабских завоеваний, когда в 664 году племя Джахина под предводительством Амр ибн аль-Аса пришло в Египет в район Гермополиса, к югу от Эль-Миньи, а затем направилось к югу, в сторону Сохага и Нубии. Сейчас представители племени проживают и в других провинциях Египта.

## Район
В 2006 население района составляло 200 582 человек при общей площади 109,45 км².

## Известные жители
- Гамаль аль-Гитани — арабский прозаик.